# Tours Duo
Tours Duo sunt doi zgârie-nori situati în cartierul Gare, în arondismentul 13 al Parisului, pe malul râului Sena. Proiectat de arhitectul francez Jean Nouvel și construit de Bateg, o subsidiară a Vinci Construction, complexul este format din două turnuri de 180 și 122 de metri înălțime, cu 39 și, respectiv, 27 de etaje.
Construcția sa a început în 2017 și a fost finalizată în 2021, de atunci majoritatea spațiului fiind ocupat de sediul grupului bancar francez Groupe BPCE.